# Semi Precious Weapons
A Semi Precious Weapons egy amerikai együttes. Stílusukra a glam rock és az alternatív rock jellemző. A tagjai: Justin Tranter (vokál), Stevy Pyne (gitár), Cole Whittle (basszusgitár) és Dan Crean (dob). Pyne 2008 novemberében váltotta a zenekar korábbi gitárosát, Aaron Lee Tasjan-t. Eddig két nagylemezt adtak ki, a We Love You-t és a You Love You-t. 2009-2011-ben vendégelőadóként turnéztak a világ körül Lady Gaga The Monster Ball Tour című koncertsorozatán.

## Történet

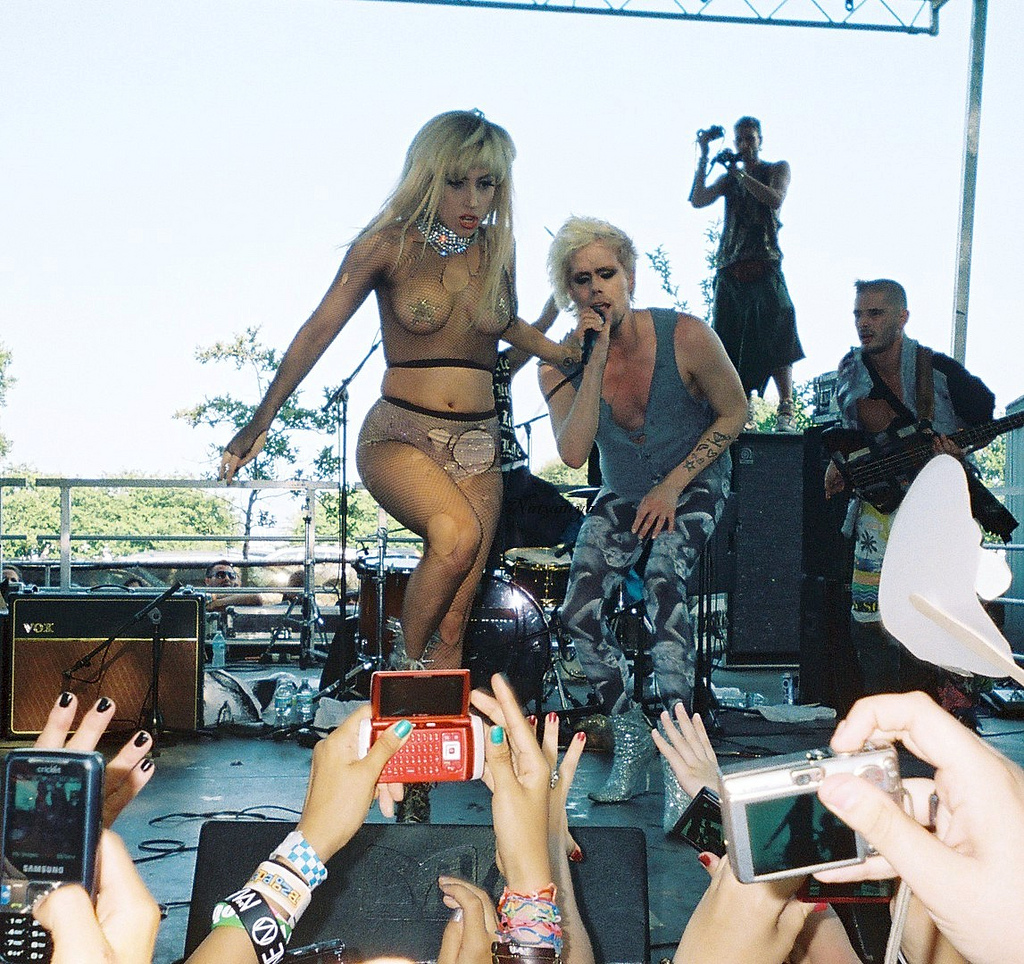
A Semi Precious Weapons és Lady Gaga a 2010-es Lollapalooza fesztiválon.

A Semi Precious Weapons 2006-ban alakult meg a bostoni Berklee zenei Főiskolai végzőseiből, Justin Tranter-ből, Cole Whittle-ből, Dan Crean-ből, és Aaron Lee Tasjan-ból. 2007-ben elkészítették első albumukat, a We Love You-t, melynek producere a főként David Bowie-val való munkájáról ismert Tony Visconti volt. Az albumot elérhetővé tették az interneten ingyenes letöltésre.
2008 márciusában a zenekar szerződést kötött a Razor & Tie lemezkiadóval. Szeptember 30-án a kiadó megjelentette a boltokban a We love You albumot. Novemberben Stevy Pyne váltotta az együttes korábbi gitárosát, Aaron Lee Tasjan-t.
2009 novemberében a Semi Precious Weapons az Interscope Records-szal kötött szerződést. November 27-étől világ körüli turnéra indultak Lady Gagával az énekesnő The Monster Ball Tour koncertsorozatának vendégelőadójaként. Közben elkészítették második nagylemezüket, a You Love You-t, amely 2010. június 29-én került kiadásra az Interscope-hoz tartozó Geffen Records által.
2010 augusztusában a Semi Precious Weapons fellépett a Lollapalooza zenei fesztiválon, Chicagóban. Előadás közben Lady Gaga is csatlakozott hozzájuk egy szám erejéig: dobolt, háttérvokálozott, majd a közönségbe vetette magát.

## Egyéb tevékenységük
Justin Tranter-nek van egy népszerű, Fetty ékszerüzlete New York-ban.
A zenekar szerepelt Lady Gaga Telephone című dalának videóklipjében. Justin az MTV Made című műsorában is szerepelt, ahol egy 16 éves lány "edzője" volt: ő segítette a lányt abban, hogy valóra váljon az álma, és basszusgitáros legyen.

## Diszkográfia

### Nagylemezek

#### We Love You(2008)

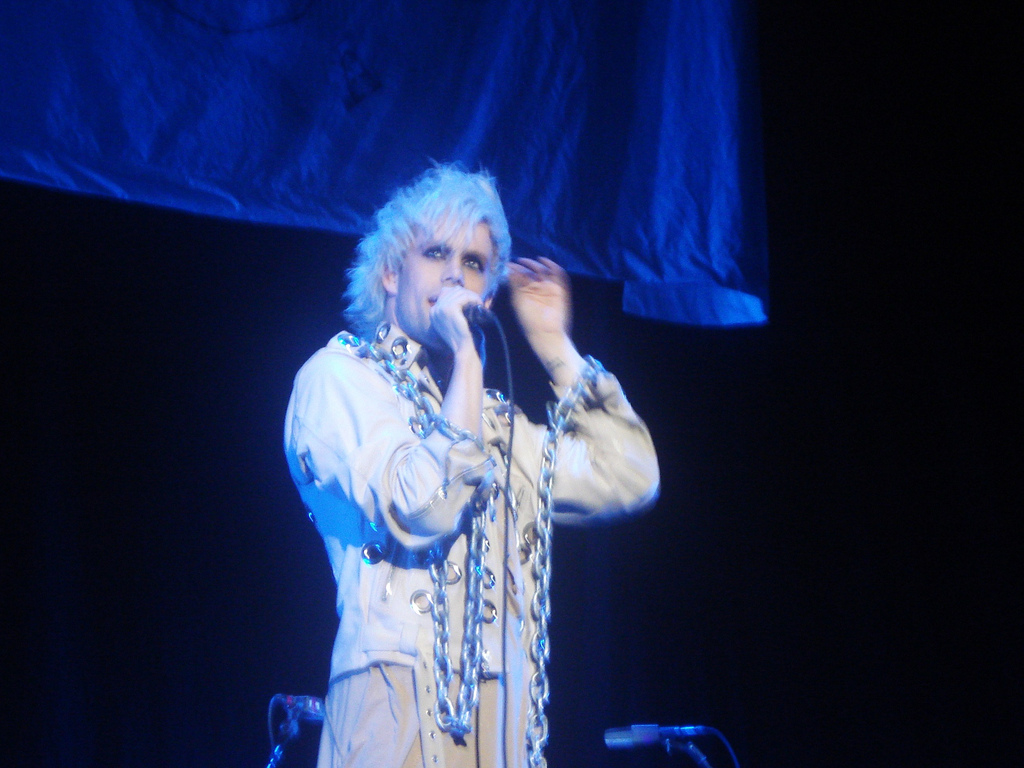
Justin Tranter, a zenekar frontembere Lady Gaga The Monster Ball turnéján.

A We love You a zenekar debütáló albuma. Eleinte ingyenesen letölthető volt az internetről, később viszont, mikor az együttes leszerződött a Razor & Tie Records lemezkiadóhoz 2008-ban, a kiadó a boltokban is megjelentette az albumot. Készült egy különleges kiadás is, melyhez egy revolver formájú pendrive-ot csomagoltak, rajta a zenekar videóival, háttérképeivel, fotóival, és egy digitális füzettel. A dalok – különösen a névadó Semi Precious Weapons és a Magnetic Baby – nagy sikert arattak az élő előadások során.
Dallista
1. Taste
2. Magnetic Baby
3. Semi Precious Weapons
4. Bleed To Heal
5. Genius
6. Her Hair Is on Fire
7. That's K***
8. Jesus
9. Time Zones
10. Rock n Roll Never Looked So Beautiful
11. Magnetic Baby (rádiós változat)
12. Her Hair is On Fire (rádiós változat)

#### You Love You(2010)
A You Love You a zenekar második nagylemeze. Ez már az Geffen Records kötelékeiben került kiadásra, 2010. június 29-én. Az album ügyvezető producere Lady Gaga volt. Az albumra felkerült több már a We Love You-n is szereplő dal, újra felvett formában. A Semi Precious Weapons dal ezen az albumon szereplő verziója korábban, 2010. január 19-én kislemezként is megjelent. A dal az új-zélandi Edge rádióállomásnál első helyet ért el a slágerlistán 2010. március 18-án; ez a zenekar első listavezetése. A kritikusok pozitívan fogadták az albumot; az értékeléseket összegző Metacritic 71 pontot adott rá a 100-ból.
Dallista
1. Semi Precious Weapons
2. Put a Diamond In It
3. Magnetic Baby
4. Statues of Ourselves
5. Sticky With Champagne
6. I Could Die
7. Leave Your Pretty to Me
8. Rock n Roll Never Looked So Beautiful
9. Look At Me

### Középlemezek
- The Precious EP
- The Magnetic EP

## Megítélés
A Spin Magazine így írt a zenekarról: „Olyanok mint a Sex Pistols, csak mintha Andy Warhol Manhattan belvárosában lévő Factory-jából [Warhol kreatív stúdiója] bújtak volna ki.” Jill Carrol a BSCReview.com-on Lady Gaga koncertjéről írt értékelésében méltatta az együttest, amely szerinte remek megalapozója volt Gaga koncertjének. Ő a Scissor Sisters-hez hasonlította a Semi Precious Weapons-t. Lady Gaga a zenekarról beszélve azt mondta, „a rockzene nem létezik nélkülük”.

## Fordítás
- Ez a szócikk részben vagy egészben  a   Semi Precious Weapons című angol Wikipédia-szócikk fordításán alapul.  Az eredeti cikk szerkesztőit annak laptörténete sorolja fel. Ez a jelzés csupán a megfogalmazás eredetét és a szerzői jogokat jelzi, nem szolgál a cikkben szereplő információk forrásmegjelöléseként.
- Ez a szócikk részben vagy egészben  a   Semi Precious Weapons című olasz Wikipédia-szócikk fordításán alapul.  Az eredeti cikk szerkesztőit annak laptörténete sorolja fel. Ez a jelzés csupán a megfogalmazás eredetét és a szerzői jogokat jelzi, nem szolgál a cikkben szereplő információk forrásmegjelöléseként.